# El pequeño río Manzanares
Pour plus de détails, voir Fiche technique et Distribution.
El pequeño río Manzanares est un film espagnol de Carlos Saura, sorti en 1956.

## Synopsis
Court-métrage documentaire sur la rivière Manzanares.

## Fiche technique
- Titre original : El pequeño río Manzanares
- Réalisation : Carlos Saura
- Scénario : Carlos Saura, Ignacio Aldecoa
- Photographie : Alfonso Nieva
- Montage : Ramón Biadiú
- Musique : A. Arruzzesse
- Société de production : Infies
- Pays d’origine :  Espagne
- Langue originale : espagnol
- Format : couleur (Ferraniacolor) — 35 mm —  son Mono
- Genre : Film documentaire
- Durée : 9 minutes
- Dates de sortie :  Espagne : 1956